# Septum (stanična biologija)
Septum u staničnoj biologiji predstavlja novu staničnu stijenku koja nastaje između dviju stanica kćeriju tijekom stanične diobe.
Pojavljuje u završnim diobenim fazama. Kod binarne diobe, uvlači se stanična membrana i stanična stijenka i tad nastaje septum.
Prema septumu nazivaju se septini, skupina bjelančevina koja vezuje gvanozin trifosfat, a nalazi se u eukariotskim stanicama gljiva i životinja te kod nekih zelenih alga.